# Simon Jones (Bassist)
Simon Jones (* 29. Mai 1972 in Wigan) ist ein britischer Musiker. Er ist Gründungsmitglied und Bassist der englischen Band The Verve, die mit der Hitsingle „Bitter Sweet Symphony“ bekannt wurde.

## Musikalischer Werdegang
Mit The Verve nahm Simon Jones von 1990 bis 1999 insgesamt drei Alben, drei Sonderkompilationen und zwölf Singles auf, bis diese sich mit ihrer zweiten Trennung 1999 endgültig auflöste. Zunächst kam die Band ohne Richard Ashcroft und Pete Salisbury noch zusammen, bis schließlich jeder seinen eigenen Wegen folgte. 2000 rief Jones mit John Squire (Ex-Stone Roses) ein neues Projekt ins Leben, aus dem schließlich die Band The Shining hervorging. Diese löste sich drei Jahre später bereits wieder auf.
Seit 2004 ist Simon Jones bei Cathy Davey als Bassist verpflichtet. Ende 2006 hat er mit Mark Heaney (Ex-The Shining) und Jeff Wootton zeitweilig eine neue Band begründet. 2007 kam es zur Wiedervereinigung von The Verve, mit denen er ein weiteres Album und zwei Singles veröffentlichte. Seit 2009 betreibt er mit Gitarrist Nick McCabe (The Verve), E-Violinist Davide Rossi (Goldfrapp) und Schlagzeuger Mig Schillace sein neues Bandprojekt The Black Ships, das sich seit 2012 Black Submarine nennt.

## Diskografie

### The Verve
- Verve – The Verve E.P. (1992)
- Verve – A Storm In Heaven (1993)
- The Verve – No Come Down (1994)
- The Verve – A Northern Soul (1995)
- The Verve – Urban Hymns (1997)
- The Verve – Forth (2008)

### Außerdem
- FC Kahuna – Mindset To Cycle (on Machine Says Yes, 2001)
- The Shining – True Skies (2002)
- Howie Day – Stop All The World Now (2003)
- The Verve – This Is Music-The Singles: 1992–1998 (2004)
- Cathey Davey – Something Ilk (2004)
- The Black Ships – Kurofune EP (2011)
- The Dusk – Falling EP (2012)